# Heraia dichonia
Heraia dichonia är en fjärilsart som beskrevs av Sergius G. Kiriakoff 1954. Heraia dichonia ingår i släktet Heraia och familjen tandspinnare. Inga underarter finns listade i Catalogue of Life.